# 小笠原伯爵邸
小笠原伯爵邸位于東京都新宿区，表列于东京都选定历史建筑（第66号）。

## 历史
小笠原长干伯爵是旧小仓藩的藩主，该建筑物本是他在1927年（昭和2年）延请人员设计、施工的宅邸。宅邸为钢筋混凝土建筑，使用了当时流行的西班牙样式。全邸凡3层，地上2层，地下1层。用地原为小倉藩在东京的藩邸用地。战后1948年（昭和23年），被美军接收。4年後返還東京都。嗣后直到1975年（昭和50年），由東京都福祉局中央儿童相谈所使用。其后失去用途，一时闲置，甚至有过拆除的讨论。
2000年（平成12年），管理该建筑的东京都生活文化局公布允许民间借贷此建筑的意见。同年12月，International青和公司租用该建筑。该公司有在箱根等地经营餐馆。本間建設株式会社负责修復工事。2002年（平成14年）6月，作为餐厅开门营业。后来获得了东京米其林指南一星评价。

## 建築概要
- 設計：曾禰中條建築事務所（共同经营者中的曾禰達藏，来自小倉藩分家——旧唐津藩）
- 施工：石井組
- 竣工：1927年
- 構造：2层钢筋混凝土建筑

## 交通
- 都营地下铁大江户线若松河田站，由河田口出发徒步約1分钟。